# Karel Mallants
Karel Mallants, né le 4 novembre 1935, est un joueur de football international belge actif durant les années 1950 et 1960. Il remporte trois titres de champion de Belgique avec le Standard de Liège durant sa carrière. Il est couramment prénommé Charles.

## Carrière en club
Karel Mallants a 18 ans lorsqu'il débute dans l'équipe première de Wezel Sport en 1953. À l'époque, le club évolue en Promotion, le quatrième et dernier niveau national. Après trois saisons convaincantes, il est recruté par le Standard de Liège, un club de Division 1. Après une première saison d'adaptation, il s'impose dans le onze de base de l'équipe liégeoise et, avec onze buts inscrits en 24 matches joués, participe activement à la conquête du premier titre de champion de Belgique du club en mai 1958. Il est appelé cette année-là à la fois chez les espoirs et chez les « Diables Rouges ». Avec son club, il remporte deux nouveaux titres de champion, en 1961 et en 1963.
Après ce troisième titre, Karel Mallants quitte le club et part quelques kilomètres plus loin, au Royal Tilleur FC, qui milite alors en Division 2. Il mène sa nouvelle équipe à la deuxième place finale, à deux points de l'Union saint-gilloise, ce qui permet au club de Buraufosse de remonter parmi l'élite nationale. Après avoir obtenu la quatrième place finale en 1965, le meilleur résultat dans l'histoire du club, l'équipe rentre dans le rang et termine avec la lanterne rouge deux ans plus tard. Relégué en deuxième division, Karel Mallants quitte le club et met un terme à sa carrière de joueur.

### Statistiques
| Saison                | Club                  | Championnat           | Championnat | Championnat | Coupe(s) nationale(s) | Coupe(s) nationale(s) | Compétition(s) continentale(s) | Compétition(s) continentale(s) | Compétition(s) continentale(s) | Total | Total |
| Saison                | Club                  | Division              | M.          | B.          | M.                    | B.                    | Comp.                          | M.                             | B.                             | M.    | B.    |
| 1953-1954             | KFC Wezel Sport       | Promotion             | -           | -           | -                     | -                     | -                              | 0                              | 0                              | 0     | 0     |
| 1954-1955             | KFC Wezel Sport       | Promotion             | -           | -           | -                     | -                     | -                              | 0                              | 0                              | 0     | 0     |
| 1955-1956             | KFC Wezel Sport       | Promotion             | -           | -           | -                     | -                     | -                              | 0                              | 0                              | 0     | 0     |
| Sous-total            | Sous-total            | Sous-total            | -           | -           | -                     | -                     | -                              | 0                              | 0                              | 0     | 0     |
| 1956-1957             | Standard de Liège     | Division 1            | -           | -           | 0                     | 0                     | -                              | 0                              | 0                              | 0     | 0     |
| 1957-1958             | Standard de Liège     | Division 1            | 24          | 11          | 0                     | 0                     | -                              | 0                              | 0                              | 24    | 11    |
| 1958-1959             | Standard de Liège     | Division 1            | 23          | 13          | 0                     | 0                     | C1                             | -                              | -                              | 23    | 13    |
| 1959-1960             | Standard de Liège     | Division 1            | -           | -           | 0                     | 0                     | -                              | 0                              | 0                              | 0     | 0     |
| 1960-1961             | Standard de Liège     | Division 1            | -           | -           | 0                     | 0                     | -                              | 0                              | 0                              | 0     | 0     |
| 1961-1962             | Standard de Liège     | Division 1            | -           | -           | 0                     | 0                     | C1                             | -                              | -                              | 0     | 0     |
| 1962-1963             | Standard de Liège     | Division 1            | -           | -           | 0                     | 0                     | -                              | 0                              | 0                              | 0     | 0     |
| Sous-total            | Sous-total            | Sous-total            | 47          | 24          | -                     | -                     | -                              | -                              | -                              | 47    | 24    |
| 1963-1964             | R. Tilleur FC         | Division 2            | -           | -           | 0                     | 0                     | -                              | 0                              | 0                              | 0     | 0     |
| 1964-1965             | R. Tilleur FC         | Division 1            | -           | -           | 0                     | 0                     | -                              | 0                              | 0                              | 0     | 0     |
| 1965-1966             | R. Tilleur FC         | Division 1            | -           | -           | 0                     | 0                     | -                              | 0                              | 0                              | 0     | 0     |
| 1966-1967             | R. Tilleur FC         | Division 1            | -           | -           | 0                     | 0                     | -                              | 0                              | 0                              | 0     | 0     |
| Sous-total            | Sous-total            | Sous-total            | -           | -           | -                     | -                     | -                              | 0                              | 0                              | 0     | 0     |
| Total sur la carrière | Total sur la carrière | Total sur la carrière | 47          | 24          | -                     | -                     | -                              | -                              | -                              | 47    | 24    |

### Palmarès
- 3 fois champion de Belgique en 1958, 1961 et 1963 avec le Standard de Liège.

## Carrière en équipe nationale
Karel Mallants est convoqué à trois reprises en équipe nationale belge, pour deux matches joués. Il dispute son premier match avec les « Diables Rouges » le 23 novembre 1958 lors d'un match amical perdu 3-1 en Hongrie, au cours duquel il inscrit le but du 1-1 juste avant la mi-temps. Il attend ensuite deux ans avant de rejouer en équipe nationale, le 20 novembre 1960, en qualification pour la Coupe du monde 1962 contre la Suisse, match qui se solde par une nouvelle défaite. Il est encore appelé le 8 mars 1961 pour un match amical contre la RFA mais il ne joue pas la rencontre.

### Liste des sélections internationales
Le tableau ci-dessous reprend toutes les sélections de Karel Mallants. Les matches qu'il ne joue pas sont indiqués en italique. Le score de la Belgique est toujours indiqué en gras.
| Date       | Compétition                                  | Adversaire | Lieu      | Score | Remarque |
| ---------- | -------------------------------------------- | ---------- | --------- | ----- | -------- |
| 23/11/1958 | Match amical                                 | Hongrie    | Budapest  | 3-1   | 45e      |
| 20/11/1960 | Éliminatoires Coupe du monde 1962 (Groupe 1) | Suisse     | Bruxelles | 2-4   |          |
| 08/03/1961 | Match amical                                 | Allemagne  | Francfort | 1-0   |          |